# Акулы-молоты
Акулы-молоты (Sphyrna) — один из двух родов семейства молотоголовых акул (Sphyrnidae). Эти акулы обитают в тропических водах всех океанов. Чаще встречаются вдоль зоны прибоя, нежели в открытом море. Рацион состоит из костистых рыб, скатов, ракообразных и прочих донных животных. Впервые род был упомянут Карлом Линнеем в 1758 году, а последний вид, принадлежащий к акулам-молотам, был описан в 2013 году. Латинское название рода, как и семейства, происходит от слова греч. σφῦρα — «молот». Акулы-молоты могут опускаться на глубину  до 1000 м, но чаще всего встречаются не глубже 20 м.

## Виды
- Sphyrna corona S. Springer, 1940 — Круглоголовая молот-рыба
- Sphyrna couardi Cadenat, 1951 — Западноафриканская молот-рыба
- Sphyrna gilberti Quattro, Driggers, Grady, Ulrich & M. A. Roberts, 2013[2]
- Sphyrna lewini E. Griffith & C. H. Smith, 1834) — Бронзовая молот-рыба
- Sphyrna media S. Springer, 1940 — Панамо-карибская молот-рыба
- Sphyrna mokarran Rüppell, 1837 — Гигантская акула-молот
- Sphyrna tiburo (Linnaeus, 1758) — Малоголовая молот-рыба, или акула-лопата
- Sphyrna tudes (Valenciennes, 1822) — Малоглазая гигантская акула-молот
- Sphyrna zygaena (Linnaeus, 1758) — Обыкновенная акула-молот, или акула-молот